# 1638

## Родени
- Джеймс Грегъри, шотландски учен
- 6 юни – Герит Беркхейде, холандски художник

Луи XIV – Френски крал, 1643 – 1715. Известен още, като „Слънчевият крал“